# Jaromír Funke
Jaromír Funke (Skuteč, 1 de agosto de 1896 - Praga, 22 de marzo de 1945) fue un fotógrafo checo vanguardista que participó en los movimientos constructivista y surrealista. Utilizó fotogramas y abstracciones, bajo la influencia de la nueva visión. Está considerado como uno de los principales representantes de la vanguardia checa en los años 1930.
Estudió medicina, pero en 1918 se trasladó a Praga para estudiar derecho en la Universidad Carolina, ya que en su familia existía una tradición de juristas. En la capital comenzó a interesarse por la fotografía, por lo que abandonó sus estudios y tras realizar un reportaje sobre Kolín, conoció a Josef Sudek con el que se encontraba con frecuencia. En 1922 decidió dedicarse a la fotografía como freelance y en 1924 fue cofundador de la Sociedad Checa de Fotografía (Ceská fotografická) junto a Josef Sudek y Adolf Schneeberger. En 1931 realizó su primera exposición en Praga con una serie fotográfica titulada Reflexes.
En 1931 también comenzó su actividad docente en fotografía, primero en la escuela de aprendices de Bratislava, después en la escuela de arte de la misma ciudad y desde 1935 en la escuela de artes gráficas de Praga. Otro aspecto en el que trabajó fue la crítica de arte, colaborando con artículos y sus fotos en diversas publicaciones entre las que figuran Photographic Horizons o Fotograficki Obzor. 
Fue un miembro activo en el grupo Sociofoto que se implicaba en la denuncia de la situación de los pobres y entre 1944 y 1945 estuvo colaborando con la cooperativa DORKA de Praga. Entre 1940 y 1944 estuvo trabajando en una serie fotográfica titulada "Ciclo de la tierra insatisfecha" como reacción a la Segunda Guerra Mundial. Murió en Praga, el 22 de marzo de 1945 al tener que ser operado de urgencia y no existir los medios adecuados a causa de la guerra.
Su obra muestra influencias del trabajo de František Drtikol que incorporaba elementos de las vanguardias como el expresionismo, el cubismo y la abstracción. Al principio recibió influencias del constructivismo de Aleksandr Ródchenko y después del surrealismo de Man Ray, pero se fue distanciando de ellos y su trabajo se asoció en mayor medida a la nueva visión. En el marco de las vanguardias fotográficas checas de la época se encuentra más próximo a Josef Sudek y en un campo opuesto a Karel Teige, con el que claboró en la sección checa de Film Und Foto por lo que no expuso su trabajo en Stuttgart. Su último libro publicado fue Fotograficki vidi povrch (Superficies fotográficamente visibles) en 1944.